# Hans Franke (compositor)
Hans Franke (Volkmarsdorf, prop de Leipzig, 17 de setembre de 1882 - Darmstadt (Hessen), 22 de maig de 1971) va ser un compositor i director d'orquestra alemany.

## Biografia
No va assumir nous corrents musicals. Més tard es va convertir en director de concerts i teatre a Augsburg, Gera, Katowice, Dessau, Konstanz, Gdansk i Dresden. També va ser director d'orquestra del Sarrasani Circus i va fundar una orquestra de cinema a mitjans de la dècada de 1920, que va durar fins a mitjans de la dècada de 1930. Les seves composicions plenes d'harmonies simples també van ser ben rebudes en temps del Tercer Reich, de manera que va sobreviure aquesta vegada gairebé sense treva. Moltes de les seves obres es van estrenar a Teplitz-Schönau a Bohèmia. A partir de 1946 Franke va treballar a Bensheim a Hessen, després a partir de 1950 va viure a Darmstadt, on també va morir.
La finca de Hans Franke inclou documents sobre 87 de les seves obres. La col·lecció es va ubicar durant diversos anys a la biblioteca de la Universitat de Música i Arts Escèniques de Frankfurt del Main, després va passar a la possessió de la Fundació Hans Franke (Schweinfurt) i es troba des d'agost de 2010 a l'Arxiu Alemany de Compositors al Centre Europeu de les Arts de Dresden-Hellerau. Les composicions lliurades a la finca porten números d'opus, el recompte dels quals és d'op. 49 per oposar-se. N'hi ha prou amb 869. Les considerables llacunes del cens van ser causades tant per la pèrdua de guerra en els atacs aeris a Dresden com per la posterior numeració d'obres anteriors. Un catàleg d'obres elaborades el 1996 inclou, entre altres coses, íncipits de partitures, dates de creació i interpretació de les obres supervivents. Els trios de piano nº 4 i 5, així com el Quintet per a piano núm. El Concert per a piano i la '6a Simfonia van ser llançats en un CD per "Amphion". Les partitures de les obres de Hans Franke són publicades per l'editor musical Vogt&Fritz, Schweinfurt/Karlsruhe.

## Treballs
- El catàleg raonat de Franke inclou 87 òperes, incloses
- 6 simfonies
- 8 misses
- 6 obertures de concerts
- 1 concert per a piano
- 1 concert d'orgue
- 6 suites orquestrals

Música de cambra
- Trio de piano núm. 4 d-Moll op. 793 (1942)
- Trio de piano núm. 5 D-Dur op. 801 (1947)
- Quartet de corda núm. 4 en mi menor op. 780
- Quintet de piano núm. 3 fis-Moll op. 795 (1942), escrit al celler de protecció de l'aire

Música de cinema
Música de circ
Obres corals
Marxes
2 obres escèniques (Mazeppa, repartides)